# Artillerietrekker

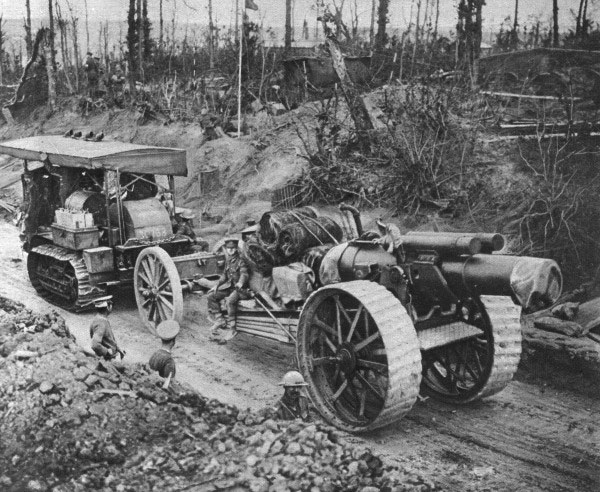
8-inch houwitser achter trekker (1916)

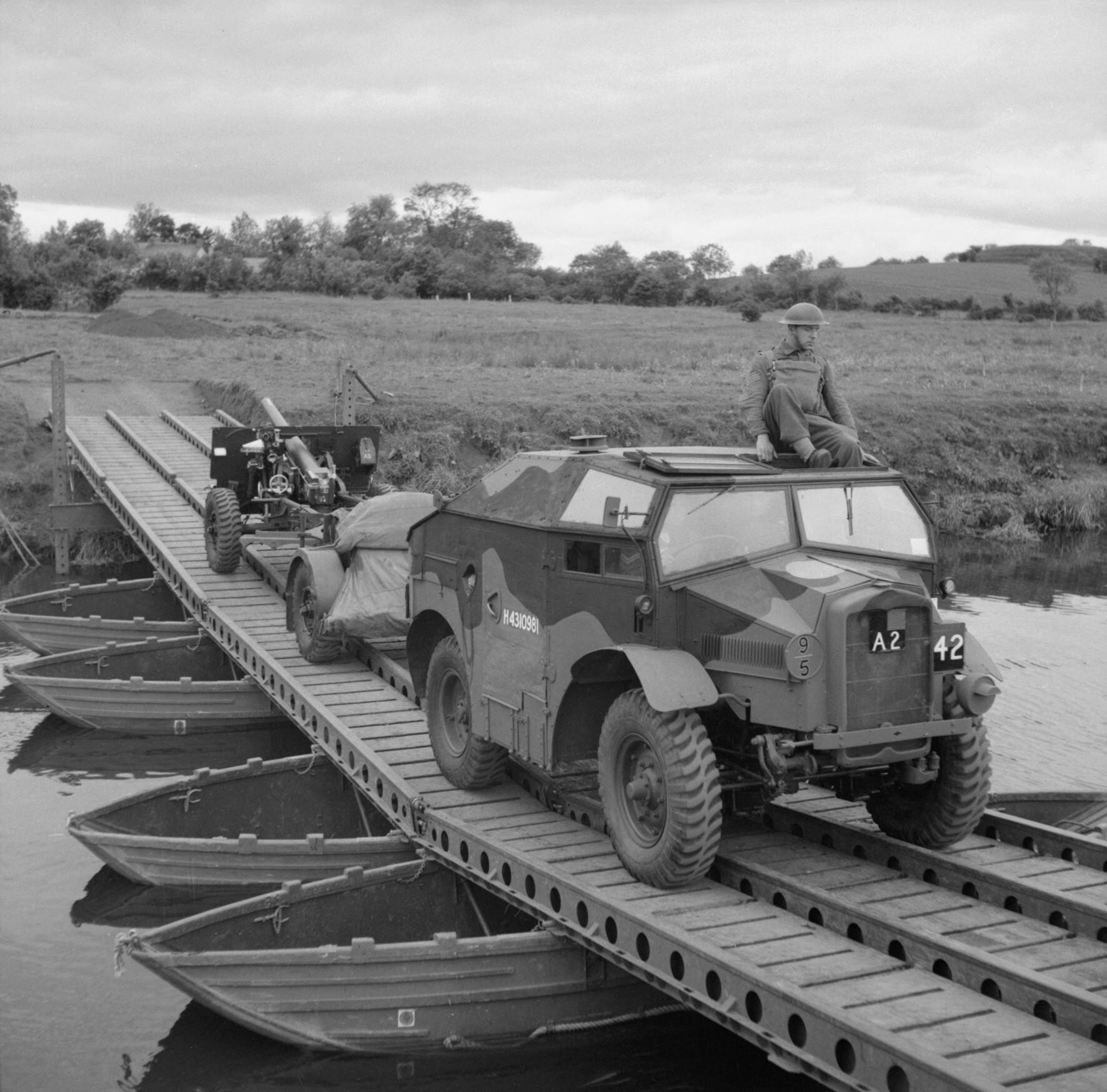
Morris-Commercial C8 met 25 pounder field gun

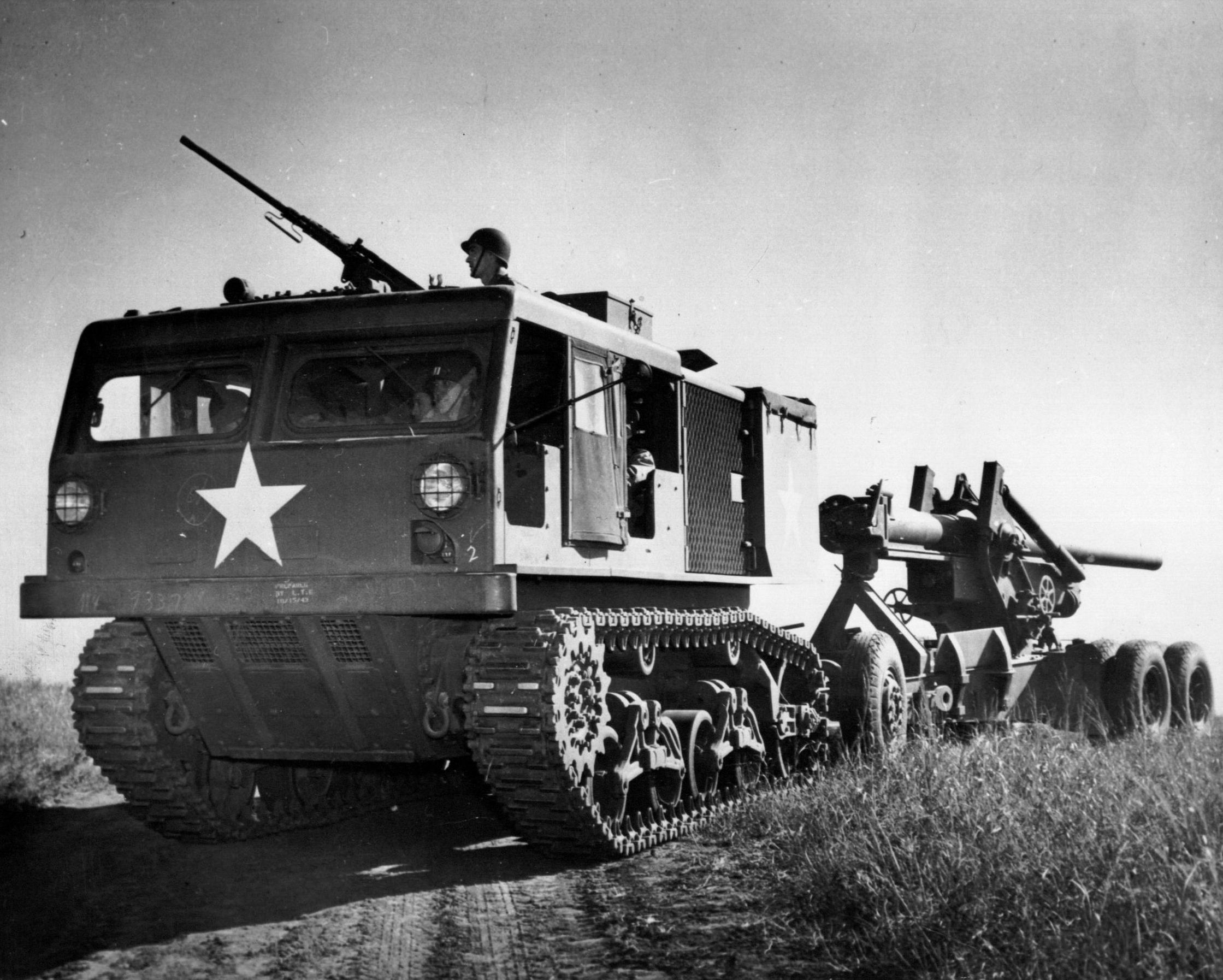
Een M4 High Speed Tractor met een 155 mm Long Tom.

Een artillerietrekker is een militair voertuig dat specifiek ingericht en uitgerust is om artillerie stukken, zoals kanonnen en houwitsers, van uiteenlopend formaat en gewicht snel te verplaatsen. 

## Geschiedenis
De Eerste Wereldoorlog:
Alhoewel de eerste van deze artillerietrekkers al vóór het uitbreken van de Eerste Wereldoorlog ontworpen waren, vaak op basis van agrarische machines zoals de tractor, was in deze oorlog met zijn statische karakter de noodzaak tot volledige omschakeling naar deze vorm van mechanische tractie nog niet zo aanwezig. 
Het Interbellum: Tijdens het Interbellum was de bereidheid om te investeren in een modern mechanisch ondersteund leger niet of nauwelijks aanwezig. Ook waren de meeste landen economisch en industrieel niet in staat om hun strijdkrachten te motoriseren. Dus werden in de jaren nét voor het uitbreken van de Tweede Wereldoorlog nog meestal paarden gebruikt voor het verplaatsen van artillerie.
De Tweede Wereldoorlog: Toen echter Duitsland, grote delen van Europa in een snel tempo wist te veroveren,  dankzij hun Blitzkrieg tactiek en hun, deels, sterk gemotoriseerde leger, bleek dat de ondersteunende eenheden, waaronder de artillerie, niet in staat waren zich voldoende snel te verplaatsen. In hoog tempo werden er voertuigen ontwikkeld en gebouwd welke in staat waren om de, vaak zware, artilleriestukken snel te verplaatsen in ieder terrein.
Grofweg kunnen we in deze fase van de ontwikkeling van artillerietrekkers, drie hoofdtypen onderscheiden, afhankelijk van de aard van de tractie: 
- Trekkers op wielen. Dit zijn meestal varianten van vrachtwagens, aangepast voor hun specifieke taak en gebruikt voor het trekken van het lichte(re) geschut. In Nederland gebruikte DAF in de jaren voor de Tweede Wereldoorlog de Trado, een set waarmee burgervrachtwagens met twee assen werden omgebouwd tot trekkers met zes wielen. Na de oorlog leverde DAF de DAF YA 328 AT en de DAF YA-616 AT aan het Nederlandse Leger.
- Vol-rupstrekkers welke rijden op rupsbanden. Deze zijn in sommige gevallen gebouwd op een gewijzigd tank chassis waarvan de bovenbouw is vervangen door een compartiment voor de bemanning en/of munitie voor het geschut. Een voorbeeld hiervan is  de Allis-Chalmers M4 "High Speed Tractor".
- En een combinatie van bovenstaande twee: de halftrack die op de vooras wielen en op de achteras rupsen heeft. Deze ontwikkeling werd al snel stopgezet toen bleek dat het bij zeer zware getrokken lasten onmogelijk werd het voertuig nog via de voorste wielen te sturen; daartoe was het nodig om differentieel in de aandrijving van de rupsbanden toe te passen en dan waren de voorste wielen eigenlijk overbodig en was het goedkoper over te gaan op vol-rupstrekkers.

## Gemechaniseerde artillerie
Van specifieke artillerietrekkers is bij de moderne landen geen sprake meer. Getrokken geschut is vaak voorzien van een ingebouwde trekker waarmee het geschut over kleine afstanden kan worden verplaatst.
In de moderne oorlogvoering heeft getrokken artillerie grotendeels plaatsgemaakt voor gemechaniseerde artillerie, waarbij het kanon of houwitser is gemonteerd op een rups- of wielonderstel.